# Come Clarity EP
Come Clarit EP er en vinyl EP af det melodiske dødsmetalband In Flames der blev udgivet d. 13 december 2006. 

## Spor
1. "Come Clarity" – 04:15
2. "Only For The Weak" – 04:56

## Musikere
- Anders Fridén – Vokal
- Jesper Strömblad – Guitar
- Björn Gelotte – Guitar
- Peter Iwers – Bas
- Daniel Svensson – Trommer